# Anna Semjonowna Golubkina

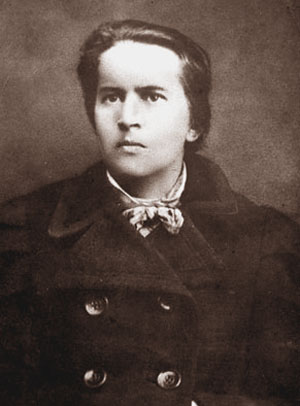
Anna Semjonowna Golubkina

Anna Semjonowna Golubkina (russisch Анна Семёновна Голубкина; * 4. Januarjul. / 16. Januar 1864greg. in Saraisk, Gouvernement Moskau; † 7. September 1927 in Moskau) war eine russische Bildhauerin.
Der Golubkinakrater (Daten: 60.30° Breite, 286.55° Länge; 30,1 Kilometer Durchmesser; Zentralgipfelkrater) auf der Venus wurde 1985 nach ihr benannt.

## Leben
Anna Semjonowna Golubkina stammt aus einer altorthodoxen Bauernfamilie in Saraisk. Ihr Vater starb, als sie erst zwei Jahre alt war. Sie wuchs darauf bei ihrem Großvater, Polikarp Sidorowitsch Golubkin, einem wohlhabenden Landwirt und wahrscheinlich auch Leiter der örtlichen Gemeinde der Philipponen, auf. Anna und ihre Geschwister bekamen als erste in der Familie eine umfassende Ausbildung. Ihre ersten Zeichenstunden erhielt Golubkina bei einem lokalen Maler, der ihr eindringlich zur Fortsetzung des Studiums in Moskau riet.

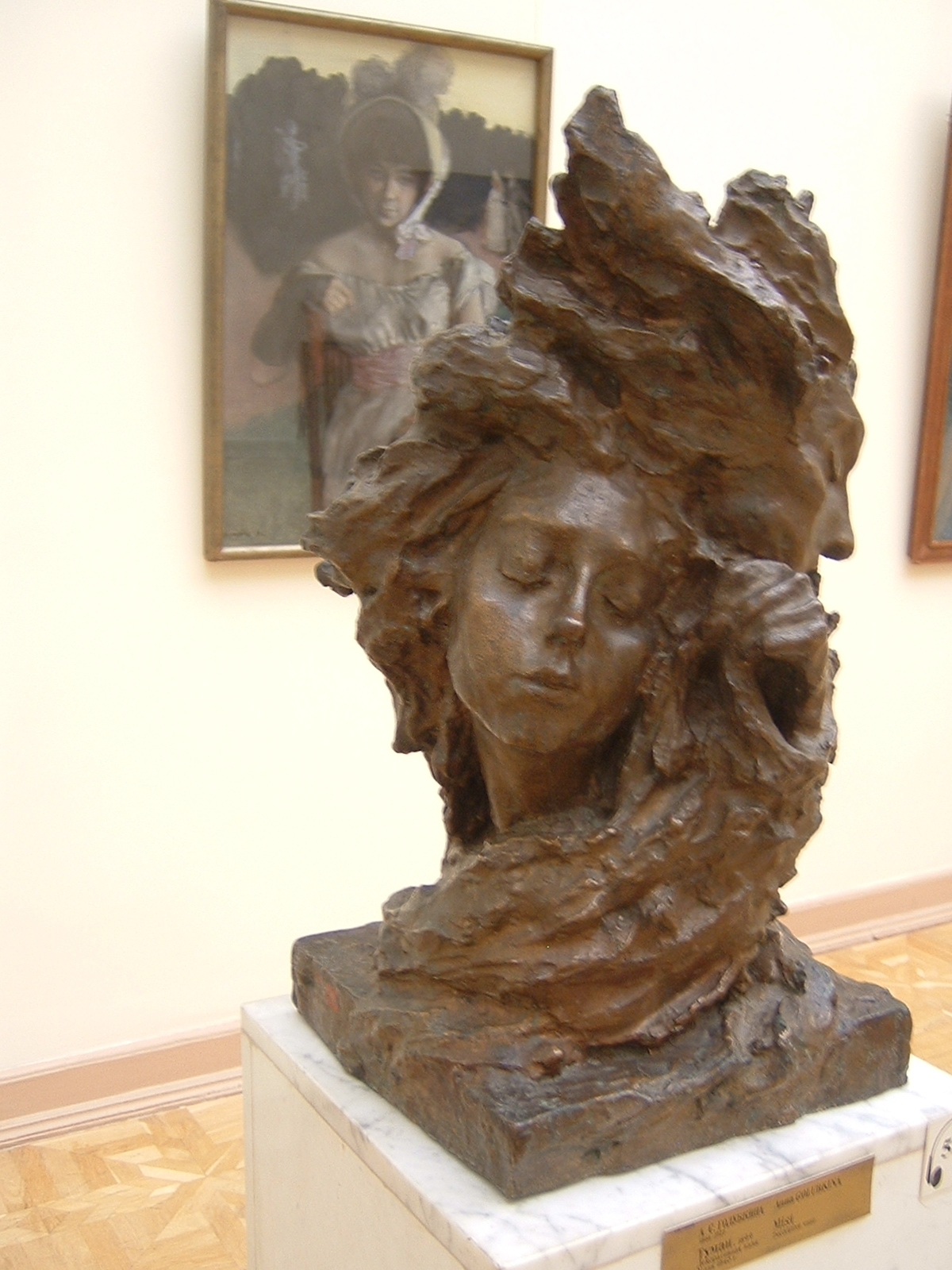
Anna Semjonowna Golubkina: Der Nebel, 1899

Im Jahr 1889 nahm sie an der Aufnahmeprüfung der Otto-Gunst-Meisterklasse für elegante Kunst, einer Architekturschule, teil. Einer der Prüfer war der Bildhauer Sergei Wolnuchin, der ihr Talent sofort erkannte und ihr ein Stipendium anbot. Im darauf folgenden Jahr wurde die Schule wegen Insolvenz geschlossen. Zwischen 1890 und 1894 studierte Golubkina an der Moskauer Hochschule für Malerei, Bildhauerei und Architektur unter Professor Sergei Iwanow. Einer ihrer Klassenkameraden war der später bekannte Bildhauer Sergei T. Konjonkow. Von 1894 bis 1895 studierte sie an der Kaiserlichen Akademie der Künste (auch Petersburger Kunstakademie) in Sankt Petersburg im Atelier des berühmten Bildhauers Wladimir A. Beklemischew. 
1895 ging Golubkina nach Frankreich, wo sie an der Pariser Académie Colarossi ein zweijähriges Kunststipendium erhielt. Nach bestandener Prüfung wurde sie die Assistentin des Bildhauers und Zeichners Auguste Rodin und nahm die Position von Camille Claudel ein. Die Beziehungen zwischen Anna und Rodin waren in der ganzen Zeit schwierig. Es gab Streitereien, Gefühlsschwankungen und Gefühlsausbrüche. 1900 verließ sie das gemeinsame Atelier.

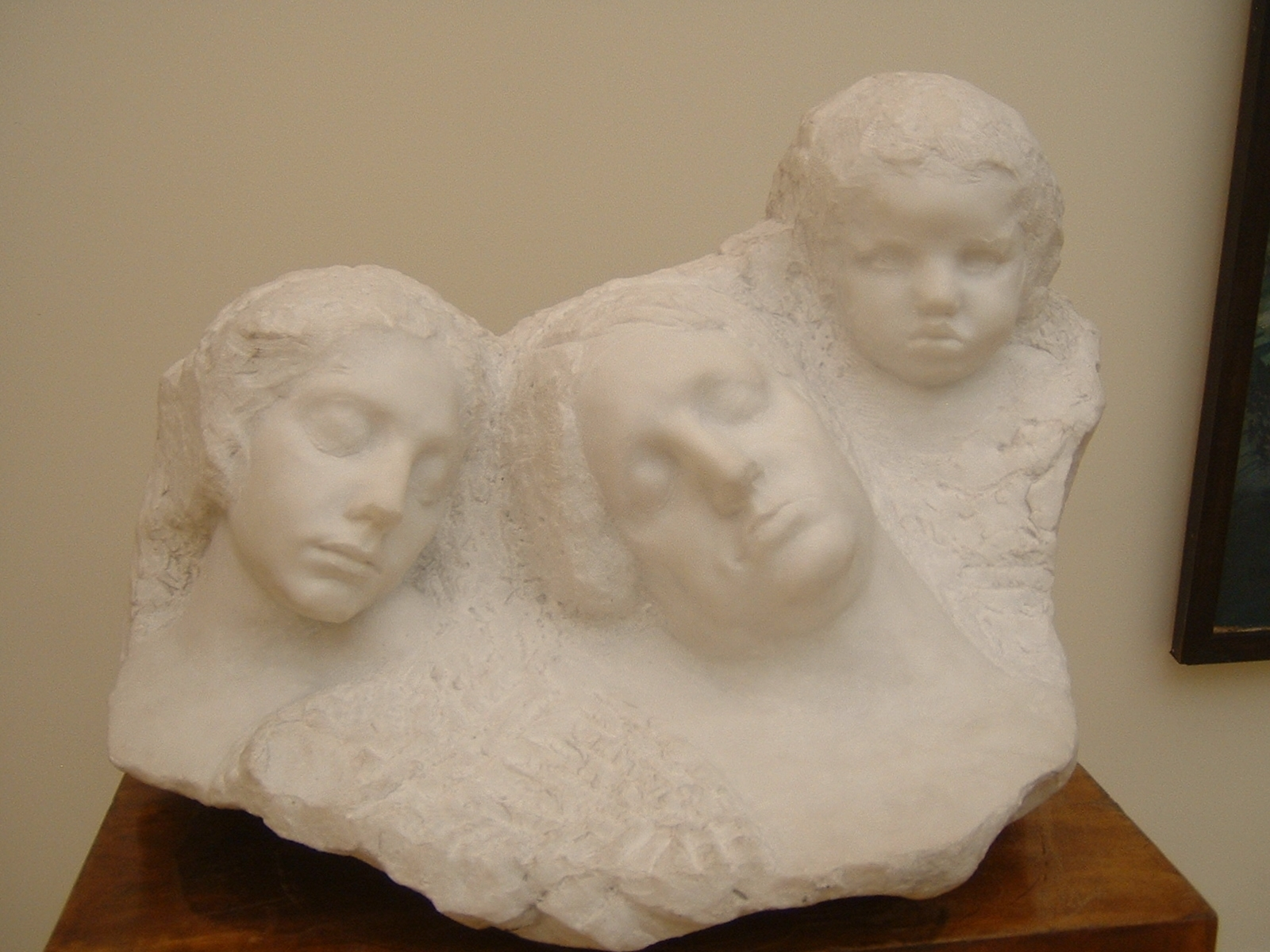
Die Schlafenden, 1912

Im Jahr 1901 kehrte sie nach Russland zurück. Ihr Relief Die Welle an der Fassade des Moskauer Künstlertheaters galt als Symbol der russischen Moderne. 1905 nahm sie an der Russischen Revolution teil und wurde verhaftet. Im Prozess wurde sie zu einem Jahr Haft verurteilt, weil sie Flugblätter verteilt hatte, wurde aber nach wenigen Wochen freigelassen – aufgrund ihrer schlechten Gesundheit. In ihren späteren Werken traten realistische Züge hervor, es entstanden eine Reihe von skulpturalen Porträts, darunter Porträts von Andrei Bely, Alexei Michailowitsch Remisow, Lew Nikolajewitsch Tolstoi und Karl Marx. Zuerst war Golubkina begeistert über die Oktoberrevolution (1917), aber sie weigerte sich mit der bolschewistischen Regierung zusammenzuarbeiten. 
1920 bis 1922 lehrte sie an den WChUTEMAS, unter ihren Schülern war der Bildhauer Baqi Urmançe. Nach einer Operation (1927) durfte sie keine körperliche Anstrengung auf sich nehmen und zog sich zurück. Wenig später starb Anna Semjonowna Golubkina in ihrer Moskauer Wohnung.